# Världscupen i längdåkning 1993/1994
Världscupen i längdåkning 1993/1994 inleddes i Santa Caterina i Italien den 11 december 1993 och avslutades i Thunder Bay i Kanada den 20 mars 1994. Vinnare av totala världscupen blev Vladimir Smirnov från Kazakstan på herrsidan och Manuela Di Centa från Italien på damsidan.

## Tävlingskalender[1]

### Herrar
| Placering | Datum                          | Plats          | Distans                                         | Etta                                            | Tvåa                                            | Trea                                            |
| --------- | ------------------------------ | -------------- | ----------------------------------------------- | ----------------------------------------------- | ----------------------------------------------- | ----------------------------------------------- |
| 1.        | 11 december 1993               | Santa Caterina | 30 kilometer klassisk stil                      | Vladimir Smirnov                                | Torgny Mogren                                   | Niklas Jonsson                                  |
| 2.        | 18 december 1993               | Davos          | 15 kilometer fristil                            | Bjørn Dæhlie                                    | Vegard Ulvang                                   | Torgny Mogren                                   |
| 3.        | 19 december 1993               | Davos          | Stafett 4 × 10 kilometer                        | -                                               | -                                               | -                                               |
| 4.        | 21 december 1993               | Dobbiaco       | 10 kilometer klassisk stil                      | Vladimir Smirnov                                | Jari Isometsä                                   | Sture Sivertsen                                 |
| 5.        | 22 december 1993               | Dobbiaco       | 15 kilometer fristil                            | Vladimir Smirnov                                | Silvio Fauner                                   | Bjørn Dæhlie                                    |
| 6.        | 9 januari 1994                 | Kavgolovo      | 15 kilometer klassisk stil                      | Vladimir Smirnov                                | Bjørn Dæhlie                                    | Mika Myllylä                                    |
| 7.        | 15 januari 1994                | Oslo           | 15 kilometer fristil                            | Vladimir Smirnov                                | Bjørn Dæhlie                                    | Mika Myllylä                                    |
| 8.        | 16 januari 1994                | Oslo           | Stafett 4 x 10 kilometer                        | -                                               | -                                               | -                                               |
| OS        | 12 februari - 27 februari 1994 | Lillehammer    | Längdskidåkning vid olympiska vinterspelen 1994 | Längdskidåkning vid olympiska vinterspelen 1994 | Längdskidåkning vid olympiska vinterspelen 1994 | Längdskidåkning vid olympiska vinterspelen 1994 |
| 9.        | 4 mars 1994                    | Lahtis         | Stafett 4 x 10 kilometer                        | -                                               | -                                               | -                                               |
| 10.       | 5 mars 1994                    | Lahtis         | 15 kilometer fristil                            | Vladimir Smirnov                                | Bjørn Dæhlie                                    | Anders Bergström                                |
| 11.       | 12 mars 1994                   | Falun          | 30 kilometer klassisk stil                      | Harri Kirvesniemi                               | Mika Myllylä                                    | Sture Sivertsen                                 |
| 12.       | 13 mars 1994                   | Falun          | Stafett 4 x 10 kilometer                        | -                                               | -                                               | -                                               |
| 13.       | 19 mars 1994                   | Thunder Bay    | 50 kilometer fristil                            | Aleksej Prokurorov                              | Hervé Balland                                   | Silvano Barco                                   |
| 14.       | 20 mars 1994                   | Thunder Bay    | Stafett 4 x 10 kilometer                        | -                                               | -                                               | -                                               |

### Damer
| Placering | Datum                          | Plats          | Distans                                         | Etta                                            | Tvåa                                            | Trea                                            |
| --------- | ------------------------------ | -------------- | ----------------------------------------------- | ----------------------------------------------- | ----------------------------------------------- | ----------------------------------------------- |
| 1.        | 11 december 1993               | Santa Caterina | 5 kilometer klassisk stil                       | Jelena Välbe                                    | Ljubov Jegorova                                 | Stefania Belmondo                               |
| 2.        | 12 december 1993               | Santa Caterina | Stafett 4 × 5 kilometer                         | -                                               | -                                               | -                                               |
| 3.        | 18 december 1993               | Davos          | 10 kilometer fristil                            | Jelena Välbe                                    | Stefania Belmondo                               | Manuela Di Centa                                |
| 4.        | 21 december 1993               | Dobbiaco       | 15 kilometer klassisk stil                      | Manuela Di Centa                                | Ljubov Jegorova                                 | Jelena Välbe                                    |
| 5.        | 22 december 1993               | Dobbiaco       | Stafett 4 x 5 kilometer                         | -                                               | -                                               | -                                               |
| 6.        | 8 januari 1994                 | Kavgolovo      | 10 kilometer klassisk stil                      | Ljubov Jegorova                                 | Marja-Liisa Kirvesniemi                         | Jelena Välbe                                    |
| 7.        | 15 januari 1994                | Oslo           | 15 kilometer fristil                            | Ljubov Jegorova                                 | Manuela Di Centa                                | Natalia Martinowa                               |
| 8.        | 16 januari 1994                | Oslo           | Stafett 4 x 5 kilometer                         | -                                               | -                                               | -                                               |
| OS        | 12 februari - 27 februari 1994 | Lillehammer    | Längdskidåkning vid olympiska vinterspelen 1994 | Längdskidåkning vid olympiska vinterspelen 1994 | Längdskidåkning vid olympiska vinterspelen 1994 | Längdskidåkning vid olympiska vinterspelen 1994 |
| 9.        | 4 mars 1994                    | Lahtis         | Stafett 4 x 5 kilometer                         | -                                               | -                                               | -                                               |
| 10.       | 6 mars 1994                    | Lahtis         | 30 kilometer fristil                            | Manuela Di Centa                                | Ljubov Jegorova                                 | Stefania Belmondo                               |
| 11.       | 12 mars 1994                   | Falun          | 10 kilometer fristil                            | Manuela Di Centa                                | Jelena Välbe                                    | Trude Dybendahl                                 |
| 12.       | 13 mars 1994                   | Falun          | Stafett 4 x 5 kilometer                         | -                                               | -                                               | -                                               |
| 13.       | 19 mars 1994                   | Thunder Bay    | 5 kilometer klassisk stil                       | Larisa Lazutina                                 | Inger Helene Nybråten                           | Svetlana Nagejkina                              |
| 14.       | 20 mars 1994                   | Thunder Bay    | 10 kilometer fristil                            | Manuela Di Centa                                | Larisa Lazutina                                 | Ljubov Jegorova                                 |

## Slutställning

### Herrar
| Placering | Namn               | Land      | Total Poäng |
| --------- | ------------------ | --------- | ----------- |
| 1         | Vladimir Smirnov   | Kazakstan | 830         |
| 2         | Bjørn Dæhlie       | Norge     | 680         |
| 3         | Jari Isometsä      | Finland   | 442         |
| 4         | Mika Myllylä       | Finland   | 430         |
| 5         | Silvio Fauner      | Italien   | 412         |
| 6         | Vegard Ulvang      | Norge     | 346         |
| 7         | Thomas Alsgaard    | Norge     | 326         |
| 8         | Torgny Mogren      | Sverige   | 316         |
| 9         | Aleksej Prokurorov | Ryssland  | 294         |
| 10        | Sture Sivertsen    | Norge     | 289         |

### Damer
| Placering | Namn                    | Land     | Total Poäng |
| --------- | ----------------------- | -------- | ----------- |
| 1         | Manuela Di Centa        | Italien  | 790         |
| 2         | Ljubov Jegorova         | Ryssland | 740         |
| 3         | Jelena Välbe            | Ryssland | 570         |
| 4         | Stefania Belmondo       | Italien  | 481         |
| 5         | Larisa Lazutina         | Ryssland | 458         |
| 6         | Inger Helene Nybråten   | Norge    | 362         |
| 7         | Nina Gavriljuk          | Ryssland | 356         |
| 8         | Trude Dybendahl         | Norge    | 319         |
| 9         | Marja-Liisa Kirvesniemi | Finland  | 264         |
| 10        | Marit Mikkelsplass      | Norge    | 247         |

### Fotnoter
1. ↑   FIS webbplats anger inte resultaten för stafett. Detta betyder inte att de inte hölls.